# ユスファ・ムココ
ユスファ・ムココ（Youssoufa Moukoko, 2000年7月19日- ）は、カメルーン・ヤウンデ出身のサッカー選手。デンマーク・スーペルリーガ・コペンハーゲン所属。ドイツ代表。ポジションはフォワード（ストライカー）。

## 経歴
2014年にドイツのFCザンクトパウリユースに入団し、13試合で23得点を記録した。
2016年7月、ボルシア・ドルトムントユースに移籍し、13歳でU-17カテゴリーでプレーした。
2019年9月17日、UEFAユースリーグのFCバルセロナ戦に出場した。10月23日、インテルナツィオナーレ・ミラノ戦では得点を記録し、ユースリーグ最年少得点記録を更新した。
2020年8月、トップチームへの合流が決定。11月21日のヘルタ・ベルリン戦でプロデビューし、5-2でデビュー戦を勝利で飾った。これによりムココは元トルコ代表のヌリ・シャヒンが持っていたブンデスリーガ最年少出場記録（16歳335日）を16歳1日に塗り替えた。更に12月8日のUEFAチャンピオンズリーグ のFCゼニト・サンクトペテルブルク戦では、後半途中に起用され、16歳18日でのCL史上最年少デビューを果たし、2-1の逆転勝利でCLデビューを果たした。12月18日、ウニオン・ベルリン戦でブンデスリーガ史上最年少（当時16歳28日）で得点を決めた。
2023年、ドルトムントの歴代ベストイレブンでロマン・ビュルキ、ウカシュ・ピシュチェク、ネヴェン・スボティッチ、マッツ・フンメルス、マルセル・シュメルツァー、ウスマン・デンベレ、マルコ・ロイス、ジェイドン・サンチョ、香川真司、アーリング・ハーランド、ロベルト・レヴァンドフスキを選んだ。
2024年、セレッソ大阪との親善試合で香川真司に会った際に、ムココ自身の出場機会が少ない事や今後について相談した。
控えの立場で出場時間は限定的で、準優勝したチャンピオンズリーグでは4試合でわずか17分の出場であった。
2024-25シーズン、リーグアンのOGCニースに期限付き移籍で加入。
2025年6月28日、FCコペンハーゲンに5年契約で移籍した。

## 代表経歴
2022年11月10日、2022 FIFAワールドカップに向けたメンバーの1人としてA代表初選出をした。16日に行われたオマーン代表との親善試合でA代表デビューを果たすと、23日には2022 FIFAワールドカップ・グループEの日本戦でセルジュ・ニャブリとの交代で出場し、ドイツ代表のＷ杯最年少出場記録保持者となった。

## 個人成績
2023年6月15日現在
| クラブ          | シーズン | リーグ戦 | リーグ戦 | 国内カップ戦 | 国内カップ戦 | 国際大会 | 国際大会 | その他 | その他 | 合計 | 合計 |
| クラブ          | シーズン | 出場     | 得点     | 出場         | 得点         | 出場     | 得点     | 出場   | 得点   | 出場 | 得点 |
| --------------- | -------- | -------- | -------- | ------------ | ------------ | -------- | -------- | ------ | ------ | ---- | ---- |
| ドルトムント II | 2021-22  | 2        | 1        | -            | -            | -        | -        | 0      | 0      | 2    | 1    |
| ドルトムント    | 2020-21  | 14       | 3        | 0            | 0            | 1        | 0        | 0      | 0      | 15   | 3    |
| ドルトムント    | 2021-22  | 16       | 2        | 2            | 0            | 3        | 0        | 1      | 0      | 22   | 2    |
| ドルトムント    | 2022-23  | 26       | 7        | 3            | 0            | 6        | 0        | -      | -      | 35   | 7    |
| 総通算          | 総通算   | 56       | 12       | 5            | 0            | 10       | 0        | 1      | 0      | 74   | 13   |

1. ↑  スーパー杯

## 代表歴

### 出場大会
- ドイツ代表
  - 2022 FIFAワールドカップ

### 試合数
- 国際Aマッチ 2試合 0得点（2022年）[22]

| ドイツ代表 | 国際Aマッチ | 国際Aマッチ |
| 年         | 出場        | 得点        |
| ---------- | ----------- | ----------- |
| 2022       | 2           | 0           |
| 通算       | 2           | 0           |

## タイトル

### 代表
U-21ドイツ代表
- UEFA U-21欧州選手権: 2021